# Dallas Brooks
Sir Reginald Alexander Dallas Brooks (Cambridge, 22 agosto 1896 – Melbourne, 22 marzo 1966) è stato un generale e politico britannico.

## Biografia
Era l'unico figlio di Dallas George Brooks, e di sua moglie, Violet Ruth Shepherd. Studiò al Dover College e si unì ai Royal Marines nel 1914. Durante la prima guerra mondiale fu gravemente ferito durante gli atterraggi a Gallipoli nel 1915. Ha preso parte al Raid di Zeebrugge nel 1918.

## Carriera

### Carriera militare
Brooks si laureò presso la Royal Navy Staff College nel 1934 e dal 1943 è stato Direttore generale (militare) del Political Warfare Executive. Nel 1946 è stato nominato Comandante Generale dei Royal Marines nel grado di tenente generale. Fu promosso a generale nel 1948 e si ritirò nel maggio 1949.

### Governatore di Victoria
Brooks è stato nominato Governatore di Victoria dal premier Thomas Hollway, carica he ricoprì dal 1949 al 1963. Durante il suo mandato come Governatore agì in qualità di amministratore del Commonwealth per tre volte.
Brooks servì lo Stato per oltre 13 anni, diventando il governatore più longevo di Victoria.

## Morte
Sposò Muriel Violet Turner Laing ed è il nonno della giornalista e conduttrice televisiva Jennifer Byrne. Dopo aver terminato la sua carica, Brooks scelse di rimanere in Australia in pensione. Fece costruire una casa a Frankston e vi morì tre anni dopo, nel 1966.
Dallas Brooks era Gran Maestro della Gran Loggia Unita di Victoria (1951-1963). Nel 1969 la Gran Loggia Unita di Victoria costruì una sala da concerto a East Melbourne. La sala è stata ribattezzata nel 1993 da Dallas Brooks Hall a Brooks Dallas Center ed è ancora un'importante sede di eventi a Melbourne.